# Begonia samhaensis
Begonia samhaensis е вид растение от семейство Бегониеви (Begoniaceae). Видът е застрашен от изчезване.

## Разпространение
Разпространен е в Йемен.